# براد جاي لامب
براد جاي لامب هو سمسار عقارات ومهندس كندي، ولد في 1961.